# ADAMTS13
Az ADAMTS13 (1-es típusú trombospondin-motívummal rendelkező dezintegrin és metalloproteáz, 13. tag), más néven von Willebrand-faktor-bontó proteáz (VWFCP) a koagulációban résztvevő von Willebrand-faktort bontó, a 9. kromoszóma q karjának 34.2 sávján lévő ADAMTS13 gén által kódolt cinktartalmú metalloproteáz. A vérbe ürül, és a nagy vWf-multimerek aktivitását, így a vérrögképződést bontásukkal csökkenti.

## Felfedezés
1982-től ismert volt a familialis trombotikus trombocitopéniás purpura (TTP) különösen nagy von Willebrand-faktor-multimerek (ULVWF) plazmában való jelenlétéből.
1994-ben kimutatták, hogy a vWf-t az 1605. helyen lévő tirozin és az 1606. helyen lévő metionin közt bontja egy nagy nyújtóstressznek kitett plazma-metalloproteáz. 1996-ban két kutatócsoport egymástól függetlenül írta le ezt az enzimet. Az ezt követő 2 évben ugyane csoportok kimutatták, hogy egy vWf-bontó proteáz congenitalis hiánya összefügg a vérlemezke-mikrothrombusok kialakulásával a kis erekben. Ezenkívül kimutatták, hogy az ezen enzim elleni IgG okozza a legtöbb nem familialis esetet.

## Proteomika
Genomikailag az ADAMTS13 számos közös jellemzővel rendelkezik a 19 tagú ADAMTS családdal, melyek mindegyikében van proteázdomén, egy ezzel szomszédos dezintegrindomén és egy vagy több trombospondindomén. Az ADAMTS13 nyolc trombospondindoménnel rendelkezik. Nincs hidrofób transzmembrán doménje, így nem rögzül a sejtmembránban.

## Szerepe betegségekben
Az ADAMTS13-at először az Upshaw–Schulman-szindróma (familialis trombotikus trombocitopéniás purpura) esetén észlelték. Ekkor már feltételezték, hogy a TTP autoimmun formában is megtörténik a plazmaferézisre adott válasz és az IgG-inhibitorok jellemzése után. Az ADAMTS13 fellfedezése után a felszínén lévő specifikus epitópokról kimutatták, hogy gátló antitestek célpontja.
Az alacsony ADAMTS13-szint összefügg a nagyobb artériástrombózis-kockázattal, beleértve a myocardialis infarktust és a cerebrovascularis betegséget.
Végül mivel az aortabillentyű-stenosis és az angiodiszplázia közti kapcsolat oka a nagy nyújtófeszültség (Heyde-szindróma), a vWf nagyobb kitettsége az ADAMTS13-nak a nagyobb vWf-bontás miatt vérzésre való hajlamot okoz. Ez a 2a típusú von Willebrand-betegség egyik formája.

## Fordítás
Ez a szócikk részben vagy egészben  az   ADAMTS13 című angol Wikipédia-szócikk ezen változatának fordításán alapul.  Az eredeti cikk szerkesztőit annak laptörténete sorolja fel. Ez a jelzés csupán a megfogalmazás eredetét és a szerzői jogokat jelzi, nem szolgál a cikkben szereplő információk forrásmegjelöléseként.